# کاپلبروگ
کاپلبروگ (به هلندی: Kapellebrug) یک منطقهٔ مسکونی در هلند است که در هولست واقع شده‌است. کاپلبروگ ۳۶۹ نفر جمعیت دارد.